# Ceronema brachystegiae
Ceronema brachystegiae är en insektsart som beskrevs av Hall 1941. Ceronema brachystegiae ingår i släktet Ceronema och familjen skålsköldlöss. Inga underarter finns listade i Catalogue of Life.